# Daweishan Linchang (bondby i Kina, Jiangxi Sheng, lat 28,49, long 114,26)
Daweishan Linchang är en bondby i Kina. Den ligger i provinsen Jiangxi, i den sydöstra delen av landet, omkring 160 kilometer väster om provinshuvudstaden Nanchang. Antalet invånare är 385. Befolkningen består av 188 kvinnor och 197 män. Barn under 15 år utgör 17,0 %, vuxna 15-64 år 65 %, och äldre över 65 år 17,0 %.
Runt Daweishan Linchang är det ganska tätbefolkat, med 248 invånare per kvadratkilometer. Närmaste större samhälle är Paibu, 5,9 km söder om Daweishan Linchang. I omgivningarna runt Daweishan Linchang växer i huvudsak blandskog.
Genomsnittlig årsnederbörd är 2 205 millimeter. Den regnigaste månaden är maj, med i genomsnitt 372 mm nederbörd, och den torraste är oktober, med 50 mm nederbörd.